# Touch (miss A)
Touch è il primo EP del gruppo musicale sudcoreano miss A, pubblicato nel 2012 dall'etichetta discografica JYP Entertainment insieme a Universal Music e KMP Holdings.

## Il disco
Le miss A annunciarono che il 20 febbraio 2012 sarebbero tornate sulla scena musicale coreana con l'EP Touch. Per promuovere il disco, sul canale ufficiale di YouTube vennero caricati quattro video: il primo, con Suzy, il 13 febbraio; il secondo, con Jia, il 14 febbraio; il terzo, con Fei, il 15 febbraio; il quarto e ultimo, con Min, il 16 febbraio. Il 19 febbraio, sempre sul canale di YouTube, venne caricato il video musicale di Touch, che ottenne più di un milione di visualizzazioni in due giorni.
"Touch", scritta e prodotta da Park Jin-young, parla di una ragazza che incontra un nuovo amore dopo essere rimasta ferita in passato. "Lips", prodotta da Fuego e composta da Redd Stylez, Nikki Flores e Billion Dollar Baby, racconta i sentimenti provati quando ci si innamora. Rock n Rule è un brano elettropop con elementi dubstep nel bridge; No Mercy fonde il rock britannico con il suono dei sintetizzatori. Over U è una canzone dance prodotta da Deepfrost e Billion Dollar Baby, e composta da Ursula Yancy e Noday. Touch (Newport Mix) è una versione R&B della traccia originale.
Touch e Over U vennero poi inserite nel secondo album discografico del gruppo, Hush.

## Tracce
1. Touch – 3:57 (Park Jin-young)
2. Lips – 3:34 (testo: Billion Dollar Baby – musica: Redd Stylez, Nikki Flores, Alexander Palmer, Billion Dollar Baby)
3. Rock 'n' Rule – 3:19 (testo: Noday – musica: Noday, Park Ji-ho)
4. No Mercy – 3:28 (Hong Ji-sang)
5. Over U – 3:08 (testo: Kim Eun-soo, Ursula Yancy, Billion Dollar Baby – musica: Yoon Sung Ho, Noday)
6. Touch (Newport Mix) – 3:22 (Park Jin-young)

1. Touch (versione cinese) – 3:57 (Park Jin-young) – Traccia aggiuntiva della versione asiatica[10]

## Formazione
- Fei – voce
- Jia – rapper, voce
- Min – voce
- Suzy – voce, rapper

## Classifiche
| Classifica (2012) | Posizione massima |
| ----------------- | ----------------- |
| Corea del Sud     | 2                 |